# Karl Ridderbusch
Karl Rudderbusch (Recklinghausen (Alemania), 29 de mayo de 1932 - 21 de junio de 1997) fue un cantante bajo de ópera alemán.
Debutó en el Teatro Municipal de Münster el 1961. Formó parte de la compañía de la Ópera de Essen y a partir de 1965 de la de Düsseldorf. El 1967, debutó en el Festival de Bayreuth y en el Metropolitan de Nueva York, en ambos con ópera de Richard Wagner.
El 1971 apareció por primera vez en el Covent Garden, donde cantó el Fasolt de El oro del Rin y posteriormente en los roles de Hunding y Hagen. En Salzburg, cantó en numerosas ocasiones y sobre todo en Los maestros cantores de Nuremberg en el rol de Hans Sachs y bajo la batuta de Herbert von Karajan en 1974 y 1975.
Bajo de una gran presencia escénica, estaba dotado especialmente para el repertorio de Wagner y Strauss.

## Discografía seleccionada
- Ludwig van Beethoven: Fidelio, con Dernesch, Vickers, Kélémen, Donath y la Filarmónica de Berlín dirigida por Herbert von Karajan
- Peter Cornelius: Der Barbier von Bagdad, con Kraus, Geszty, Unger, Weikl y la Orquesta de la Radio de Munich dirigida por Heinrich Hollreiser
- Friedrich von Flotow: Martha, con Popp, Soffel, Jerusalem, Nimsgern y la Orquesta de la Radiodifusión de Múnich dirigida per Heinz Wallberg
- Ernest Theodor Amadeus Hoffmann: Ondina, con Laki, Hermann, Franzen, Glauser y la Sinfónica de la Radio de Berlín dirigida por Uli Bader
- Richard Strauss: Capriccio, con Janowitz, Troyanos, Auger y la Filarmónica de Berlín dirigida por Karl Böhm
- Richard Strauss: El caballero de la rosa, con Janowitz, Troyanos, Auger y la Filarmónica de Berlín dirigida por Karl Böhm
- Richard Wagner: El ocaso de los dioses, con Brilioth, Stewart, Kélémen, Dernesch, Janowitz y la Filarmónica de Berlín dirigida por Herbert von Karajan
- Richard Wagner: Los maestros cantores de Nuremberg, con Donath, Hesse, Adam, Evans, Kélémen, Kollo y la Staatskapelle de Dresden dirigida por H. von Karajan
- Richard Wagner: Tristán e Isolda, con Vickers, Dernesch, Berry, Ludwig y la Filarmónica de Berlín dirigida por Herbert von Karajan